# Dytaster cherbonnieri
Dytaster cherbonnieri är en sjöstjärneart som beskrevs av Sibuet 1975. Dytaster cherbonnieri ingår i släktet Dytaster och familjen kamsjöstjärnor. Inga underarter finns listade i Catalogue of Life.